# Shimura-Varietät
Shimura-Varietäten sind höherdimensionale Analoga von Modulkurven. Sie werden gebildet als Quotient eines symmetrischen hermiteschen Raumes bezüglich einer Kongruenzuntergruppe einer reduktiven algebraischen Gruppe (definiert über den rationalen Zahlen).

## Hauptteil
Elliptische Modulfunktionen und -formen wurden im 19. Jahrhundert intensiv untersucht, auch in Verbindung mit zahlentheoretischen Fragen. Hilberts 12. Problem fragte nach speziellen Funktionen, die die gleiche Rolle bei der Beschreibung der Erweiterung algebraischer Zahlkörper spielen wie die Exponentialfunktion beim Satz von Kronecker-Weber. Erste Beispiele untersuchte David Hilbert selbst mit Hilbertschen Modulflächen. Diese sind – neben den erwähnten Modulkurven (z. B. Kleinsche Quartik) – auch Beispiele für Shimura-Varietäten, ebenso wie Siegelsche Modulformen.  Die eigentliche Theorie der Shimura-Varietäten begann mit Gorō Shimura (und Yutaka Taniyama), und dessen Theorie abelscher Varietäten mit komplexer Multiplikation. Shimura zeigte, dass Shimura-Varietäten (die Benennung erfolgte 1968 durch Yasutaka Ihara)  kanonische Modelle über bestimmten Zahlkörpern hatten. Die Theorie wurde von Pierre Deligne verallgemeinert und axiomatisiert und Shimura-Varietäten spielen eine bedeutende Rolle im Langlands-Programm. Langlands testete damit 1979 seine Vermutung, dass alle motivischen L-Funktionen automorphe L-Funktionen sind und sie dienen dort auch als Quelle für Galoisdarstellungen.
Shimura-Varietäten parametrisieren gemischte Hodge-Strukturen speziellen Typs. Ein Spezialfall sind wieder Modulkurven, die elliptische Kurven parametrisieren.

## Formale Definition
Notation:
- {\displaystyle \mathbb {G} _{m}} bezeichnet die multiplikative Gruppe (eine algebraische Gruppe), d. h. {\displaystyle \mathbb {G} _{m}=\operatorname {Spec} k[S,T]/(ST-1)} .[2]
- {\displaystyle \mathbb {S} =\operatorname {Res} _{\mathbb {C} /\mathbb {R} }\mathbb {G} _{m}} bezeichnet den Deligne-Torus, das heißt den algebraischen Torus über {\displaystyle \mathbb {R} }, den man von {\displaystyle \mathbb {G} _{m}} über {\displaystyle \mathbb {C} } erhält durch die Weil-Restriktion (auch Restriktion der Skalare genannt).[3]
- {\displaystyle G_{\mathbb {R} }^{\operatorname {ad} }} bezeichnet die adjungierte Gruppe von {\displaystyle G_{\mathbb {R} }}, das heißt die Quotienten-Gruppe von {\displaystyle G_{\mathbb {R} }} und seinem Zentrum.
- {\displaystyle \mathbb {A} _{f}} ist der Ring der endlichen Adele von {\displaystyle \mathbb {Q} }, das heißt das eingeschränkte topologische Produkt

{\displaystyle \mathbb {A} _{f}=\prod _{l}(\mathbb {Q} _{l},\mathbb {Z} _{l}):=\left\{(a_{l})\in \prod \mathbb {Q} _{l}\mid {\text{für fast alle }}l{\text{ gilt }}a_{l}\in \mathbb {Z} _{l}\right\}}
wobei {\displaystyle l} über die endlichen primen Elemente von {\displaystyle \mathbb {Q} } läuft.
- {\displaystyle \Gamma _{g}} bezeichnet die Teilgruppe {\displaystyle gKg^{-1}\cap G(\mathbb {Q} )_{+}} von {\displaystyle G(\mathbb {Q} )_{+}}.
- {\displaystyle X^{+}} bezeichnet die Zusammenhangskomponente von {\displaystyle X}.

### Shimura-Datum
Ein Shimura-Datum ist ein Paar {\displaystyle (G,X)} bestehend aus einer reduktiven Gruppe {\displaystyle G} über {\displaystyle \mathbb {Q} } und einer {\displaystyle G(\mathbb {R} )}-Konjugationsklasse {\displaystyle X} von Homomorphismen {\displaystyle h:\mathbb {S} \to G_{\mathbb {R} }}, welche folgende Punkte erfüllen:
1) Für alle {\displaystyle h\in X} ist die durch {\displaystyle \operatorname {Ad} \circ h} definiert Hodge-Struktur auf der Lie-Algebra {\displaystyle \operatorname {Lie} (G_{\mathbb {R} })} vom Typ
{\displaystyle \{(-1,1),(0,0),(1,-1)\}.}
2) Für alle {\displaystyle h\in X} ist {\displaystyle \operatorname {ad} (h(i))} eine Cartan-Involution von {\displaystyle G_{\mathbb {R} }^{\operatorname {ad} }}.
3) {\displaystyle G^{\operatorname {ad} }} hat keinen {\displaystyle \mathbb {Q} }-Faktor auf dem die Projektion von {\displaystyle h} trivial ist.

#### Beispiel
- {\displaystyle G:=Gl_{2}(\mathbb {Q} )} und {\displaystyle h:\mathbb {S} \to Gl_{2}(\mathbb {R} )} definiert durch

{\displaystyle h:a+bi\mapsto {\begin{pmatrix}a&b\\-b&a\end{pmatrix}}}
und {\displaystyle X} sei die Menge der {\displaystyle Gl_{2}(\mathbb {R} )}-Konjugierten von {\displaystyle h}
{\displaystyle X:=\{h_{g}:=ghg^{-1}\}_{g\in Gl_{2}(\mathbb {R} )}}
Dann ist {\displaystyle (G,X)} ein Shimura-Datum.

### Shimura-Varietät
Sei {\displaystyle (G,X)} ein Shimura-Datum.

#### Doppelnebenklassen-Raum
Für eine kompakte, offene Teilgruppe {\displaystyle K\subset G(\mathbb {A} _{f})}, definiere den Doppelnebenklassen-Raum (englisch double coset space)
{\displaystyle \operatorname {Sh} _{K}(G,X):=G(\mathbb {Q} )\setminus X\times G(\mathbb {A} _{f})/K,}
mit der Operation
{\displaystyle q(x,a)k=(qx,qak),\quad q\in G(\mathbb {Q} ),\quad x\in X,\quad a\in G(\mathbb {A} _{f}),\quad k\in K.}
Diese Operation bedeutet {\displaystyle G(\mathbb {Q} )} operiert auf beiden Komponenten {\displaystyle X} und {\displaystyle G(\mathbb {A} _{f})} jeweils von links. {\displaystyle K} operiert nur auf der zweiten Komponente {\displaystyle G(\mathbb {A} _{f})} und zwar von rechts.

#### Vereinigung von algebraischen Varietäten
{\displaystyle \operatorname {Sh} _{K}(G,X)} ist eine endliche disjunkte Vereinigung von arithmetischen lokal-symmetrischen Varietäten
{\displaystyle \operatorname {Sh} _{K}(G,X)=\bigsqcup _{g}\Gamma _{g}\setminus X^{+}}
(siehe z. B. für die Definition solcher algebraischer Varietäten {\displaystyle \Gamma _{g}\setminus X^{+}}).

#### Inverses System
Wenn wir {\displaystyle K} (genügend klein) variieren, erhalten wir ein inverses System (auch projektives System genannt) von algebraischen Varietäten
{\displaystyle (\operatorname {Sh} _{K}(G,X))_{K}.}
{\displaystyle G(\mathbb {A} _{f})} operiert auf diesem System durch
{\displaystyle K\mapsto g^{-1}Kg,\quad g\in G(\mathbb {A} _{f})}
und
{\displaystyle {\begin{aligned}{\mathcal {T}}(g):\operatorname {Sh} _{K}(G,X)&\to \operatorname {Sh} _{g^{-1}Kg}(G,X)\\(x,a)&\mapsto (x,ag).\end{aligned}}}
Dieses inverse System ausgestattet mit der Operation von {\displaystyle G(\mathbb {A} _{f})} heißt Shimura-Varietät und wird mit {\displaystyle \operatorname {Sh} (G,X)} notiert.

## André-Oort-Vermutung
Die von Yves André (1989) und Frans Oort (1995, in verallgemeinerter Form)  aufgestellte Vermutung betrifft die Verteilung sogenannter spezieller Punkte (auch CM-Punkte genannt, da sie Varietäten mit komplexer Multiplikation parametrisieren) auf Untervarietäten von Shimura-Varietäten. Diese Untervarietäten müssen nicht selbst Shimua-Varietäten sein. Die Vermutung von André und Oort besagt, dass sie Shimura-Varietäten (bzw. Vereinigungen von Shimura-Varietäten) sind, falls sie besonders viele spezielle Punkte enthalten (technisch: sie beinhalten eine Zariski-dichte Menge von speziellen Punkten). Umgekehrt enthalten Untervarietäten, die keine Shimura-Varietäten sind, nur eine beschränkte Anzahl spezieller Punkte.
Nach verschiedenen Spezialfällen konnte 2014 die Vermutung selbst unter Voraussetzung der verallgemeinerten Riemannvermutung (Bruno Klingler, Andrei Yafaev, Emmanuel Ullmo) – einer recht starken Einschränkung – gezeigt werden. Im Jahr 2021 bewiesen Jonathan Pila, Ananth N. Shankar, Jacob Tsimerman, Hélène Esnault und Michael Groechenig die André-Oort-Vermutung in voller Allgemeinheit. Pila gelang ein Fortschritt bei der Aufzählung spezieller Punkte auf Shimura-Varietäten über die Einführung von neuartigen Höhen als Maße für die Punkte. Die Vervollständigung des Beweises gelang Pila, Shankar und Tsimerman nach Vorarbeiten von Gal Biniyamini, Harry Schmidt und Andrei Yafaev (2019/20) und einem Beitrag von Hélène Esnault und Michael Groechenig (2021, Appendix zur Arbeit von Pila, Shankar, Tsimerman).